# MinstreliX
MinstreliX（ミンストレリックス）は、大阪で結成された、パワーメタルバンド。通称「ミンスト」。
バンド名はMinstrel(中世吟遊詩人）とRelic（遺物、遺産、名残）を掛け合わせた造語。
ヨーロピアンメタルや民族・民謡音楽からの影響、欧州文化への傾倒が強かったバンドの曲調に中世ヨーロッパに実在した吟遊詩人のイメージを重ね合わせ、現代の吟遊詩人となり物語を伝承していくという思いが込められている。

## 音楽性
「Dramatic for You」を合言葉とし、その音楽性はドラマティック、シンフォニック、ネオクラシカルといった言葉に形容されるような要素を持つ。メロディックスピードメタルを音楽性の核とし、ハードロックやデスメタル・民族音楽・クラシック・ジャズ・ゲーム・アニメ音楽・歌謡曲などの様々な音楽要素を取り入れ、常に革新性をもったサウンドを提示している。
楽曲の殆どはリーダーであるギターのTakaoが作曲しており、バンド結成以前によく聴いていたとされるRhapsody of FireやDark Moorの影響が強く、MinstreliX結成以前はヴィジュアル系ロックバンドで活動していたこともありRaphaelなどの影響もみられる。
初のMVである「叡智の華」にはパガニーニの「24の奇想曲 第24番」をイントロに引用しており、クラシックを大胆に取り入れたことで有名な所謂ネオクラシカルメタルからの影響の大きさを示すこととなった。
ボーカルがLeo FigaroからLoraへ交代していた時期は、外国人女性シンガーであること活かしてNIGHTWISHのようなゴシック的要素やYuiの持っているジャズの要素を取り入れた他、プログレッシヴメタル的なアプローチを織り交ぜることで音楽性の幅を広げた。
また、前述の通りデスメタルからの影響も受けており、初期In FlamesやArch Enemy、Children of Bodomなどのメロディックデスメタルの他、EquilibriumやEluveitieのようなフォークメタル、ヴァイキングメタル、シンフォニックブラックメタルの要素を取り入れた楽曲もある。グロウルパートは以前はShin-Dが、現在はTakaoが担当している。

## 略歴
- 2004年　大阪にてTakaoとLeo Figaroを中心に結成。その後、Leo Figaroの紹介により、Yui(MANDYLION)がシンセサイザーとして参加。ドラムはサポートという形で菊地健二(ALTHEMA)が参加。同年、初音源である「Thirst For…」を発表。後に1st Single「Lost Renaissance」を500枚限定でリリース。
- 2005年　8月をもってボーカルのLeo Figaroが脱退することがアナウンスされた[6]。後に女性ボーカリストのLolaとドラマーのYukiが加入。

- 2006年
  - 6月　6月10日 2nd Single「Light Casts a Shadow」をリリース。

- 2007年　  
  - 8月　8月18日 西九条ブランニューで行われたイベント｢メロディック・メタルの使者｣にてデモ音源「Awaken」を配布。
  - 10月　10月13日 西九条ブランニューで行われたイベント「METALLIC SYMPHONY」にて1st Full Album「memoirs」の先行販売が行われた。
  - 12月　12月23日 「memoirs」が一般発売された。BURRN!2008年1月号にてレビューが掲載され、フォーク系のメロディをふんだんに取り込んだシンフォニックメタルで、Rhapsody Of FireやSonata Arcticaなど欧州勢に通ずる快活かつ哀愁を感じさせるとの評価を得た。[7]

- 2008年
  - 11月　11月16日 目黒ライヴステーションで行われた「VRAIN Presents 亜空間企画」に出演。初の東京遠征となった。11月28日コンピレーションアルバム「SAMURAI METAL vol.4」発売。MinstreliXも参加しており、新曲の「Coming Of Age」が収録された。
  - 12月　12月27日 西九条ブランニューにて行われた「METALLIC DREAMS Ⅶ」に出演。このライヴをもって、約5年在籍していたベースのShin-Dが脱退。
- 2009年
  - 3月　3月3日 2nd Album「Reflections」をリリース。これは限定生産などで入手しづらかった音源や、Leo Figaro時代の曲等を現メンバーで再録している。3月14日 西九条ブランニューにて「Reflections」のレコ発記念となる初主催イベント「Minstrel Banquet vol.1」を開催。
  - 5月　イタリアのメロディックパワーメタルバンド ARTHEMISの来日公演「Black Society Japan Tour 2009」のうち、5月24日 西九条ブランニューに同郷のメロディックパワーメタルバンド SKYWINGS、姫路のメロディックメタルバンド WINDZORらと共に出演。
  - 7月 大阪での主催イベント等でサポートとして参加していたMizukiが新ベーシストとして加入。[8]
  - 9月　9月20日 札幌 SOUND CRUEで行われた「METAL for METAL 2009」に出演。初の北海道遠征を行う。
  - 12月　12月19日 西九条ブランニューにて行われた「METALLIC DREAMS Ⅷ」に出演。このイベントと翌年1月10日 川崎クラブチッタにて行われた「FAR EAST RAMPAGE 2010」のチケット予約者にはデモ音源「Splendor」が配布された[9]。
- 2010年
  - 1月　1月10日 川崎クラブチッタにて行われた「FAR EAST RAMPAGE 2010『ADDICT XX』Female vocal bands Fest.」に出演[10]。
  - 2月　ボーカルのLoraが脱退[11]。
  - 5月　結成当初のオリジナルメンバーだったLeo Figaroが復帰[12]。8月8日 西九条ブランニューにてLeo Figaro 復活記念ワンマンライヴ「Legend Eve Origin」を開催[13]。この時の動員数は同年のブランニュー全体の動員数の中で最も多かった。
- 2011年
  - 2月　東京キネマ倶楽部でDragon Guardian、LIGHT BRINGERらとスリーマンライヴを果たすが、このライヴをもってドラムのYukiが脱退。後に新メンバーのOchoco(ex.MANIPULATED SLAVES)が加入。
  - 5月　Leo Figaro復帰後初の音源となる3rd Single「Rose Funeral Of Tragedy」をリリース。
- 2012年
  - 3月　株式会社アート・ユニオン(Art Union Corporation)と契約を交わし、3rd Album「TALES OF HISTORIA」をリリース。ウィークリーオリコンインディーズチャート18位に入る[14]。オリジナルボーカルが復帰後のファン待望のフルアルバムは、Takaoの生み出すネオクラ的美旋律やクサいメロディー、高揚感ある速弾きフレーズ、そしてLeo Figaroのハイトーンボイスに満ち溢れ、バンドのあるべき姿を完全に決定付けた[15]。
  - 4月　ヤングギター4月号にてギタリストTakaoのインタビューと奏法解説が成された[16]。BURRN!4月号にてレビューが掲載されメリハリに長け、アグレッシブ感とプログレッシブ要素を含むスリリングな一枚であると好評を得た[17]。
  - 5月　BURRN!5月号にてインタビューが掲載された[3]。
  - 9月　主催ライブ「Minstrel Banquet vol.4 ～FarEast Metal Syndicate 12～」を開催した。
  - 11月　12月～2013年1月にかけてシングルを2ヶ月連続でリリースする事を発表。
  - 12月　12月19日にメロディアス編となる4th Single「Through The Gates Of Splendor」をリリース[18]。
- 2013年
  - 1月　1月30日にデス編となる5th Single「Through The Gates Of Death」をリリース[19]。
  - 5月　5月20日に吉祥寺クレッシェンドにて行われた「DESTROSE presents Mina&miho ダブルバースデーライヴ！vol.2～Melodic Memorial～」に出演。このライブをもち、結成当初からのメンバーであったYuiが脱退[20]。
  - 9月　オーストラリアのメロディックメタルバンド LORDの来日公演「DIGITAL LIVE TOUR 2013 JAPAN」のうち、9月19日 西九条ブランニューに同郷のメロディックハードロックバンド Crying Machineと共にスペシャルゲストとして出演。サポートメンバーとして参加していた葵(ex.WILD ONE)の正式加入が発表された。
  - 11月　スペインのメロディックパワーメタルバンド Dark Moorの来日公演「Dark Moor Live In Japan 2013」のうち、11月22日 難波ROCKETSに出演。ギターのTakaoが影響を受けたバンドでもあるDark Moorと初共演を果たした。
  - 12月　12月31日にニューアルバムのタイトルとジャケットを発表[21]。
- 2014年
  - 3月　3月7日アルバムリリースに先駆けて、バンド初となるMV「叡智の華」を公開。1分弱の先行公開バージョンの発表であったが、3月30日にはフルバージョンが公開となった。
  - 4月　現体制での初音源となる4th Album「CHRONOSTRINGS」を4月2日にリリース。約２年ぶりとなるフルアルバムは真骨頂とも言えるメロディックスピードメタルの他、グルーヴ感重視の楽曲やフィドルを用いたトラッド調の曲、恒例となったメロディックデスメタル曲と、作曲センスの幅を感じられる作品となった[22]。4月14日付オリコンインディーズアルバム週間ランキングで5位にチャートイン。このアルバムに収録されている「SAKURA Tear Drops」では、2013年11月の共演がきっかけとなってDark MoorのEnrik García(Gt)がギターソロを弾いている[23]。
  - 11月　イタリアのプログレッシヴパワーメタルバンド DGM と台湾のシンフォニックパワーメタルバンド Nocturne Moonriseの来日公演「DGM & Nocturne Moonrise First Japan Tour　～Prog Power Invasion～」のうち、11月16日 心斎橋club ALIVE! に出演。また、22日には結成10周年を記念して原宿アストロホールにて「MinstreliX “10th Anniversary” Lost Renaissance先行発売Live ～The Road of Evangelist～」を開催。後述の再録版「Lost Renaissance」の先行販売が行われた他、ライヴリポートがYoung Guitar 2015年1月号に掲載された[24]。
  - 12月　入手困難となっていた自主制作シングル「Lost Renaissance」を現メンバーで再録した6th Single「Lost Renaissance ～The Road Of Evangelist～」を12月24日にリリース。一部収録曲が異なる通常盤とライヴ会場限定盤の2種類が有る。We Rock Vol.44にてインタビューが掲載された[25]。
- 2015年
  - 1月　1月24日に吉祥寺クレッシェンドにてクリエイティヴ・ロックバンド MAHATMAとのツーマンライヴ「MinstreliX presents MINSTRENAISSANCE vol.1」 を開催。この日のライブを最後に、ベーシストのMizukiが一身上の都合により脱退[26]。
  - 4月　4月5日 西九条ブランニューにて緊急シークレットライヴを開催。サポートで参加していたベーシストのToshiyuki(ex.GUNBRIDGE)の正式加入が発表された。
  - 8月　ヴィジュアル系メタルバンド 摩天楼オペラ主催の「鋼鉄祭2015 〜Legend of Steeler〜」のうち名古屋、大阪公演に出演することを発表。
  - 10月　10月30日 名古屋 ell.FITS ALLにて、ヴィジュアル系メタルバンド 摩天楼オペラ主催の「鋼鉄祭2015 〜Legend of Steeler〜」に出演。摩天楼オペラと初共演を果たす。翌日31日にはバンド誕生の地でもある西九条ブランニューの20周年を記念し、「MinstreliX ONEMAN LIVE 〜Minstrel in Wonderland〜」を開催。この日は過去に在籍していたメンバーであるLola(Vo)やYui(Synth)、Mizuki(Ba)、内田伸吾(Ds)も集結し、過去最多となる全24曲を披露した。来場者にはデモ音源｢Land Of The Free｣が配布された。
  - 11月　11月1日 大阪LIVE SQUARE 2nd LINEにて「鋼鉄祭2015 〜Legend of Steeler〜」に出演。

- 2017年
  - 2月　2月4 大阪アメリカ村 FANJ twice日にてメロディックメタルバンド Tears of Tragedyとのツーマンライヴ「Minstears Vol.3」を開催。来場者にはデモ音源｢Arcaloid｣が配布された[27]。
  - 5月　5月15日 ニューシングルのタイトルとジャケットを発表。
  - 6月　6月11日 アメリカ村 DROPにてメロディックデスメタルバンド Veiled in Scarletとのツーマンライヴ「Xa Fest 17（クサフェストイチナナ）」を開催。この日、7th Singleとなる「ETERNAL ZERO」[28]を会場にて先行販売を行い、21日に一般発売となった。
  - 7月　7月13日 西九条ブランニューにて緊急ライヴを開催。バンド結成を後押しし、産みの親となった西九条ブランニューの岡西ブッキングマネージャーの卒業を祝うライヴであった。
  - 8月　8月5日 心斎橋DROPにて摩天楼オペラ主催の「鋼鉄祭2017 〜Legend of Steeler〜」に出演[29]。
  - 12月　12月15日 公式Webサイトにてキーボードの葵とベースのToshiyukiの脱退を発表[30]。

- 2018年
  - 1月　1月28日 Shibuya CYCLONEにてVeiled in Scarletとのツーマンライヴ「Xa Fest 18」を開催。この公演を以て葵とToshiyukiが脱退。
- 2019年
  - 5月　5月4日 北堀江club vijonにて行われた、メロディックパワーメタルバンド AZRAEL主催の「AZRAEL MOONCHILD TOUR 2019 大阪公演」に出演。サポートメンバーとしてベーシストのsyo-goとキーボーディストのおちず(WILD ONE / THE SHEGLAPES)を迎えた。
  - 8月　8月27日 心斎橋VARONにて行われた「Evoken Fest 2019 DERDIAN SPECIAL」にサポートアクトとして出演。ボーカルのLeo Figaroが音源にゲスト参加したこともあるイタリアのメロディックパワーメタルバンド DERDIANとの初共演を果たし、交流を深めることとなった。またこの日、未発表音源となる「World of Orchestra」を30枚限定で販売を行った。
- 2021年
  - 7月 7月1日に約7年ぶりとなるニューアルバムの詳細情報を解禁。「11 Trajectories」と題された11曲入りの5thアルバムには、ゲストキーボード、シンセサイザーとしてYUHKI(GALNERYUS / ALHAMBRA)と元メンバーのYui(ex. MinstreliX / Roman so Words)がそれぞれ1曲ずつ参加していることが明かされた。
  - 9月 9月20日の正午に5th Albumから「The Eternal Journey」のミュージックビデオが公開となり、そして9月29日「11 Trajectories」がリリースされた。
- 2023年
  - 12月 11月11日 声優の鈴木愛奈への楽曲提供に関する情報が解禁となった。12月27日発売となった彼女の4th Single「Apocalypse Day」のカップリング曲として、Takao作曲･編曲、Leo Figaro作詞の「Liberer le sceau」が収録された。
- 2024年
  - 6月 6月4日 結成20周年を記念した6thアルバム「Minstrelics」のリリース[31]を発表し、ジャケットのアートワークを公開。また、6月21日にはサポートベーシストsyo-goの正式加入[32]がアナウンスされた。
  - 7月 7月12日 6th Albumから「時の狭間に詰めたこのままでは逃げる場所などどこも無い」[33][34]のミュージックビデオが公開となり、そして7月17日「Minstrelics」がリリースされた。
  - 9月 9月1日 6th Albumのヨーロッパ盤のリリースについて情報が解禁された。ジャケットのアートワーク、ボーナストラックが国内盤と異なる。Shaded Moon Entertainmentより10月4日発売予定[35][36]。9月4日 6th Albumから「Sing Our Song」のリリックビデオが公開[37]。

## メンバー

### 現在のメンバー
- Takao - ギター (2004-)
- Leo Figaro - ボーカル (2004-2005, 2010-)
- Ochoco - ドラムス (2011-) スラッシュメタルバンドMANIPULATED SLAVESの元メンバー。妖怪ヘヴィメタルバンド陰陽座の3rd Album「煌神羅刹」（2002年）にコーラスとして参加している。
- syo-go - ベース (2024-)

### 旧メンバー
- Shin-D - ベース (2004-2008)
- Lola - ボーカル (2005-2010)
- Yuki - ドラムス (2005-2011)  脱退後はロックバンドBeepSpreeやヴィジュアル系ロックバンドVALSに参加し、現在は「Spica」としてフリーのドラマー、コンポーザー、エンジニア業を行い、アーティストのサポートや、楽曲提供、ミックス・マスタリングの提供を行っている[38]。
- Yui - シンセサイザー (2004-2013)  自身の音楽ユニットRoman so Wordsにて活動している。ヴィジュアル系シンフォニックメタルバンドJupiterの2nd Album「THE HISTORY OF GENESIS」（2015年）のうち、「The Birth of Venus」「Shining」の2曲のシンセアレンジ、レコーディングで参加している[39]。
- Mizuki - ベース (2009-2015)
- 葵 - キーボード (2013-2018)
- Toshiyuki - ベース (2015-2018) 脱退後はインストゥルメンタル・ロックバンドD Driveへ加入し活動中。

## ディスコグラフィ

### シングル
- 2004年11月20日 Lost Renaissance (MIST001)
- 2006年6月10日 Light Casts a Shadow (MIST002)
- 2011年3月5日 Rose Funeral Of Tragedy (MIST005)
- 2012年12月19日 Through The Gates Of Splendor (ARTSG049)
- 2013年1月30日 Through The Gates Of Death (ARTSG050)
- 2014年11月22日 Lost Renaissance ～The Road Of Evangelist～ 限定盤 (ARTSG058)
- 2014年12月24日 Lost Renaissance ～The Road Of Evangelist～ (ARTSG059)
- 2017年6月21日 ETERNAL ZERO (SYGD1001)

### アルバム
- 2007年11月23日 memoires (MIST003)
- 2009年3月3日 Reflections (BLRC00029)
- 2012年3月7日 TALES OF HISTORIA (ARTSG043)
- 2014年4月2日 CHRONOSTRINGS (ARTSG054)
- 2021年9月29日 11 Trajectories (RADC150)
- 2024年7月17日 MINSTRELICS (RBNCD-1404)
- 2024年10月4日 MINSTRELICS (Europe Edition) (ASMR-006CD)